# Devdas (film 2002)
Devdas (hindi: देवदास, Devdās; urdu: دیوداس) – indyjski film wyreżyserowany na podstawie powieści Sharat Chandra Chattopadhyaya w 2002 roku przez Sanjaya Leeli Bhansaliego. W rolach głównych sławni indyjscy aktorzy Shah Rukh Khan, Aishwarya Rai i Madhuri Dixit. 

## Opis fabuły
Devdasa, syna bogatych rodziców, od dziecka łączy szczególna więź z Paro (Parvati), dziewczynką z sąsiedztwa. Spędzają ze sobą całe dni aż do momentu, gdy ojciec decyduje się wysłać dziesięcioletniego chłopca do Londynu. Wraca stamtąd dopiero jako dorosły wykształcony człowiek, prawnik. Oczekuje go niecierpliwie cała rodzina, szczególnie matka. Tym większe jest rozczarowanie, gdy Devdas (Shah Rukh Khan) najpierw idzie przywitać się z latami niewidzianą Paro (Aishwarya Rai). Oboje nadal się kochają, ale dla rodziny Devdasa jego ślub z Paro byłby mezaliansem, ponieważ matka Paro, Sumitra (Kirron Kher), była kiedyś tancerką. Sumitra, która ma nadzieję na związek obojga młodych, zostaje publicznie upokorzona przez matkę Devdasa. Zraniona, przysięga znaleźć Paro męża z rodziny bogatszej i o wyższym statusie społecznym niż rodzina Devdasa. Devdas z szacunku dla rodziców rezygnuje z walki o małżeństwo z Paro i opuszcza dom rodzinny. Paro wkrótce wychodzi za mąż za dużo starszego od niej bogatego wdowca, Bhuvana Choudhry. Devdas pogrąża się w rozpaczy. Zapomnienia szuka w alkoholu i obecności zakochanej w nim pięknej kurtyzany Chandramukhi (Madhuri Dixit), której okazuje pogardę. Powraca do domu na krótko, by odwiedzić umierającego ojca, jednak po jego śmierci znów popada w konflikt z rodziną. Wkrótce sam zaczyna poważnie chorować; pragnąc ostatni raz zobaczyć się z Paro, udaje się do jej domu i umiera przed bramą posiadłości. Mąż Paro, który na skutek splotu okoliczności dowiedział się o jej miłości do Devdasa, nie pozwala się jej z nim zobaczyć.

## Obsada
- Shah Rukh Khan: Devdas Mukherjee
- Madhuri Dixit: Chandramukhi
- Aishwarya Rai: Parvati ("Paro")
- Jackie Shroff: Chunnilal
- Kirron Kher: Sumitra
- Smita Jaykar: Kaushalya
- Tiku Talsania: Dharamdas
- Vijayendra Ghatge: Bhuvan Choudhry
- Milind Gunaji:  Kalibabu
- Ananya Khare: Kumud
- Manoj Joshi: Dwijdas
- Dina Pathak: matka Bhuvana
- Ava Mukherji: babcia Deva

## Piosenki
1. "Silsila Ye Chaahat Ka" – Shreya Ghoshal
2. "Maar Dala" – Kavita Krishanamurthy i Kay Kay
3. "Bairi Piya" – Udit Narayan i Shreya Ghoshal
4. "Kaahe Chhed Mujhe" – Pt. Birju Maharaj, Kavita Krishanamurthy i Madhuri Dixit
5. "Chalak Chalak" – Udit Narayan, Vinod Rathod, Shreya Ghoshal
6. "Hamesha Tumko Chaha" – Kavita Krishanamurthy i Udit Narayan
7. "Woh Chand Jaisi Ladki" – Udit Narayan
8. "Morey Piya" – Jaspinder Narula i Shreya Ghoshal
9. "Dola Re Dola" – Kavita Krishnamurthy, Shreya Ghoshal i Kay Kay

## Nagrody
National Film Award
- najlepszy film
- najlepszy kobiecy playback
- najlepsza choreografia
- najlepsze kostiumy

Filmfare
- Nagroda Filmfare dla Najlepszego Filmu
- Nagroda Filmfare dla Najlepszego Reżysera – Sanjay Leela Bhansali
- Nagroda Filmfare dla Najlepszego Aktora (Shah Rukh Khan)
- Nagroda Filmfare dla Najlepszej Aktorki (Aishwarya Rai)
- Nagroda Filmfare dla Najlepszej Aktorki Drugoplanowej (Madhuri Dixit)
- Nagroda Filmfare za Najlepszy Playback Kobiecy (Kavita Krishnamurthy)

IIFA
- najlepsza reżyseria – Sanjay Leela Bhansali
- najlepszy aktor (Shah Rukh Khan)
- najlepsza aktorka (Aishwarya Rai)
- najlepsza aktorka drugoplanowa (Madhuri Dixit)
- najlepsza scenografia
- najlepsza choreografia
- najlepsze zdjęcia
- najlepsze kostiumy
- najlepsze dialogi
- najlepsze udźwiękowienie
- najlepszy playback kobiecy (Shreya Goshal i Kavita Krishnamurthy)

liczne nagrody Zee Cine i Screen Weekly
nominacje – Filmfare
- dla najlepszej aktorki drugoplanowej – Kirron Kher
- dla najlepszego aktora drugoplanowego – Jackie Shroff
- dla najlepszego kobiecego playbacku – Shreya Ghoshal za "Bairi Piya"
- dla najlepszego kobiecego playbacku – Kavita Krishnamurthy za "Maar Dala"

nominacja do Nagroda BAFTA za najlepszy film nieangielskojezyczny